# Aiomum Kondi
Aiomum Kondi – u Indian Arawaków najwyższy bóg który stworzył świat.